# Justin Allen Pérez
Justin Allen Pérez Aguilar (Eagle Pass, Texas, Estados Unidos, 9 de febrero de 1992) es un futbolista estadounidense de origen mexicano, juega como Portero y su actual equipo es el C.D. Honduras Progreso de la Liga Nacional de Honduras.
El 4 de diciembre de 2020 fue captado en Cancún realizando actividades no éticas, pues fue sorprendido orinando en el Lobby de un hotel anterior a esta acción no pudo entrar a un antro y en su enfado decía ¨Como no me van a dejar entrar con esta percha¨. por ese motivo también es conocido como La Percha Miona.

## Clubes
| Club                 | País     | Año             |
| -------------------- | -------- | --------------- |
| CF Monterrey         | México   | 2013 - 2014     |
| Teca UTN             | México   | 2014 - 2015     |
| CF Monterrey         | México   | 2015 - 2017     |
| Murciélagos FC       | México   | 2017 - 2018     |
| CD Honduras Progreso | Honduras | 2018 - Presente |